# Luzula subsessilis
Luzula subsessilis là một loài thực vật có hoa trong họ Juncaceae. Loài này được (S.Watson) Buchenau mô tả khoa học đầu tiên năm 1898.